# 인산가
주식회사 인산가는 경상남도 함양군 수동면에 본사를 둔 죽염 제조 기업이다.

## 역사 및 현황
1992년 3월 설립되어 2017년 9월 2018년 아이비케이에스제8호기업인수목적과 합병하여 코스닥 시장에 상장하였다.

## 내용주
1. ↑  등기상 설립일